# Lading (natuurkunde)
In de theoretische natuurkunde kan een lading verwijzen naar een van vele verschillende grootheden, zoals de elektrische lading in het elektromagnetisme of de kleurlading in de kwantumchromodynamica. Ladingen worden geassocieerd met geconserveerde (dat wil zeggen behouden, bewaarde of ongewijzigde) kwantumgetallen.

## Formele definitie
Meer abstract gesproken is een lading enige generator van een continue symmetrie van het bestudeerde natuurkundig systeem. Wanneer een natuurkundig systeem een symmetrie van een bepaald type kent, impliceert de stelling van Noether het bestaan van een geconserveerde lading. Het ding dat "stroomt" in de "lading", de lading, is de generator van de (lokale) symmetriegroep. Deze lading wordt soms de Noether-lading genoemd.

## Voorbeelden
De theorieën binnen de deeltjesfysica hebben diverse ladingkwantumgetallen geïntroduceerd. Hieronder zijn de ladingen van het standaardmodel:
- De kleurlading van quarks. De kleurlading genereert de SU(3)-kleursymmetrie uit de kwantumchromodynamica.
- De zwakke isospin kwantumgetallen van de elektrozwakke wisselwerking. Deze genereert het SU(2) gedeelte van de elektrozwakke SU(2) × U(1) symmetrie. Zwakke isospin is een lokale symmetrie, waarvan de ijkbosonen de W- en de Z-bosonen zijn.
- De elektrische lading voor elektromagnetische wisselwerkingen.

Ladingen van benaderingssymmetrieën:
- De sterke isospinladingen. De symmetriegroepen zijn SU(2)-smaaksymmetrie; de ijkbosonen zijn de pionen. De pionen zijn geen elementaire deeltjes, en de symmetrie bestaat slechts bij benadering. Het is een speciaal geval van de smaaksymmetrie.
- Deeltjes smaakladingen, zoals vreemdheid of charme. Dezen genereren de globale SU(6)-smaaksymmetrie van de fundamentele deeltjes; deze symmetrie wordt gebroken door de massa's van de zware quarks.